# Паул Мюлер
Паул Херман Мюлер, известен също като Паули Мюлер (на немски: Paul Hermann Müller) е швейцарски химик, носител на Нобелова награда за физиология или медицина за 1948 г., за откриването на инсектицидните качества и употребата на ДДТ в контрол на паразитите, носители на болести като малария и жълта треска.

## Биография
Роден е на 12 януари 1899 г. в Олтен, Золотурн, но израства в Лензбург – село в кантон Ааргау. Получава докторска степен през 1925 г. от Базелския университет и започва да работи за JR Geigy AG (Новартис) в Базел, където прави откритието си през есента на 1939 г. Неговият ДДТ патент е записан в Швейцария през 1940 г., в Съединените щати през 1943 г. и Австралия през 1943 г.
Умира на 12 октомври 1965 г. в Базел на 66-годишна възраст.